# Brachiosaurus
Brachiosaurus var en slægt af planteædende dinosaurer som levede fra den sene juratid til den tidlige kridttid. I lang tid mente man at Brachiosaurus var den største dinosaur som havde eksisteret, men man har siden fundet større arter. Brachiosaurus var 25 meter lang, kunne løfte sit hoved 13 meter over jorden, og vejede 32-37 ton.

## Brachiosaurus-arter
- Brachiosaurus altithorax
- Brachiosaurus brancai

- Wikimedia Commons har flere filer relateret til Brachiosaurus

| Dyr | Spire Denne artikel om dyr er en spire som bør udbygges. Du er velkommen til at hjælpe Wikipedia ved at udvide den. |